# Barcelona Open Banco Sabadell 2015
Barcelona Open Banco Sabadell 2015, známý také pod jménem Torneo Godó 2015, byl tenisový turnaj pořádaný jako součást mužského okruhu ATP World Tour, který se hrál v areálu Real Club de Tenis Barcelona na otevřených antukových dvorcích. Konal se mezi 20. až 26. dubnem 2015 v katalánské metropoli Barceloně jako 63. ročník turnaje.
Turnaj, který měl rozpočet 1 993 230 eur patřil do kategorie ATP World Tour 500. Nejvýše nasazeným v singlové soutěži se stal čtvrtý hráč světa a obhájce titulu Kei Nišikori, který roli favorita zvládl a událost opět vyhrál. Soutěž čtyřhry ovládla dvojice Marin Draganja a Henri Kontinen.

## Rozdělení bodů a finančních odměn

### Rozdělení bodů
| Soutěž  | vítězové | finalisté | semifinalisté | čtvrtfinalisté | 16 v kole | 32 v kole | 64 v kole | Q  | Q2 | Q1 |
| ------- | -------- | --------- | ------------- | -------------- | --------- | --------- | --------- | -- | -- | -- |
| dvouhra | 500      | 300       | 180           | 90             | 45        | 20        | 0         | 10 | 4  | 0  |
| čtyřhra | 500      | 300       | 180           | 90             | 0         |           |           |    |    |    |

### Finanční odměny
| Soutěž                              | vítězové | finalisté | semifinalisté | čtvrtfinalisté | 16 v kole | 32 v kole | 64 v kole | Q2     | Q1   |
| ----------------------------------- | -------- | --------- | ------------- | -------------- | --------- | --------- | --------- | ------ | ---- |
| dvouhra                             | €457 550 | €208 600  | €97 170       | €46 375        | €22 565   | €12 025   | €7 000    | €1 295 | €670 |
| čtyřhra                             | €142 750 | €64 420   | €30 380       | €14 680        | €7 510    | —         | —         | —      | —    |
| částka ve čtyřhře je uvedena na pár |          |           |               |                |           |           |           |        |      |

## Mužská dvouhra

### Nasazení
| Stát                          | Hráč                  | ATP | Nasazení |
| ----------------------------- | --------------------- | --- | -------- |
| Japonsko                      | Kei Nišikori          | 4.  | 1.       |
| Španělsko                     | Rafael Nadal          | 5.  | 2.       |
| Španělsko                     | David Ferrer          | 7.  | 3.       |
| Chorvatsko                    | Marin Čilić           | 10. | 4.       |
| Španělsko                     | Feliciano López       | 12. | 5.       |
| Francie                       | Jo-Wilfried Tsonga    | 14. | 6.       |
| Španělsko                     | Roberto Bautista Agut | 16. | 7.       |
| Lotyšsko                      | Ernests Gulbis        | 17. | 8.       |
| Španělsko                     | Tommy Robredo         | 20. | 9.       |
| Uruguay                       | Pablo Cuevas          | 23. | 10.      |
| Argentina                     | Leonardo Mayer        | 24. | 11.      |
| Německo                       | Philipp Kohlschreiber | 25. | 12.      |
| Itálie                        | Fabio Fognini         | 28. | 13.      |
| Slovensko                     | Martin Kližan         | 29. | 14.      |
| Kolumbie                      | Santiago Giraldo      | 32. | 15.      |
| Austrálie                     | Nick Kyrgios          | 34. | 16.      |
| Žebříček ATP k 13. dubnu 2015 |                       |     |          |

### Jiné formy účasti
Následující hráči obdrželi divokou kartu do hlavní soutěže:
- Roberto Carballés Baena
- Nick Kyrgios
- Albert Montañés
- Elias Ymer

Následující hráči postoupili z kvalifikace:
- Thiemo de Bakker
- Márton Fucsovics
- Jaume Munar
- Andrej Rubljov
- Júiči Sugita
- James Ward
  -  Kenny de Schepper – jako šťastný poražený

### Odhlášení
před zahájením turnaje
- Alexandr Dolgopolov → nahradil jej Kenny de Schepper
- Richard Gasquet → nahradil jej Andrej Kuzněcov
- Jerzy Janowicz → nahradil jej Benoît Paire
- Vasek Pospisil → nahradil jej Teimuraz Gabašvili
- Milos Raonic → nahradil jej Thomaz Bellucci

### Skrečování
- Paolo Lorenzi

## Mužská čtyřhra

### Nasazení
| Stát                                                                                   | Hráč              | Stát      | Hráč           | ATP | Nasazení |
| -------------------------------------------------------------------------------------- | ----------------- | --------- | -------------- | --- | -------- |
| Polsko                                                                                 | Marcin Matkowski  | Srbsko    | Nenad Zimonjić | 25. | 1.       |
| Španělsko                                                                              | Marcel Granollers | Španělsko | Marc López     | 27. | 2.       |
| Kanada                                                                                 | Daniel Nestor     | Indie     | Leander Paes   | 30. | 3.       |
| Rakousko                                                                               | Alexander Peya    | Brazílie  | Bruno Soares   | 31. | 4.       |
| Žebříček ATP k 13. dubnu 2015; číslo je součtem žebříčkového postavení obou členů páru |                   |           |                |     |          |

### Jiné formy účasti
Následující páry obdržely divokou kartu do hlavní soutěže:
- Gerard Granollers /  Oriol Roca Batalla
- Albert Montañés /  Albert Ramos-Viñolas

Následující pár postoupil do hlavní soutěže z kvalifikace:
- Rameez Junaid /  Adil Shamasdin

## Přehled finále

### Mužská dvouhra
- Kei Nišikori vs.  Pablo Andújar, 6–4, 6–4

### Mužská čtyřhra
- Marin Draganja /  Henri Kontinen vs.  Jamie Murray /  John Peers, 6–3, 6–7(6–8), [11–9]